# Лора Дейв
Лора Дейв (на английски: Laura Dave) е американска писателка на произведения в жанра трилър, социална драма и любовен роман.

## Биография и творчество
Лора Дейв е родена на 18 юли 1977 г. в Ню Йорк, САЩ. Израства в Скарсдейл, щат Ню Йорк. Интересът ѝ към писането започва, когато още е в началното училище. Завършва през 1999 г. Университета на Пенсилвания с бакалавърска степен по английска филология. След дипломирането си работи като журналист на свободна практика за американския международен основен кабелен спортен канал ESPN. Получава през 2003 г. магистърска степен по творческо писане на Университета на Вирджиния. Получава стипендиите „Хенри Хойнс“ и „Тенеси Уилямс“. Удостоена е с няколко награди за творчеството си, включително наградата AWP Intro за разказ.
Първият ѝ роман „Лондон е най-добрият град в Америка“ е издаден през 2006 г. Той е история за брат и сестра, които са на кръстопът в живота си. Еми Евърет отива на ергенското парти на брат си Джош, но научава от него, че може да е влюбен в друга жена, и заедно отиват да открият любовта му, а по пътя тя се сблъсква със собствените си трудно спечелени уроци в живота.
През 2021 г. е издаден трилърът ѝ „Последното, което ми каза“. Главната героиня Хана е щастлива с съпруга си, кариерата, приятелите си и дори с доведената си дъщеря Бейли, която тепърва опознава. На един ден съпругът ѝ изчезва, а ФБР и щатските шерифи задават много въпроси без отговор. Тя трябва да предпази Бейли и да разбере истината за миналото на съпруга си, каквото и да ѝ струва това. Романът става бестселър №1 в списъка на „Ню Йорк Таймс“. През 2023 г. романът е екранизиран в едноименния телевизионен сериал с участието на Дженифър Гарнър, Николай Костер-Валдау и Ангури Райс, а тя е съсценарист със съпруга си, сценариста Джош Сингър.
Произведенията ѝ са публикувани в над 30 страни по света.
В допълнение към писането на художествена литература, тя също пише като сътрудник и колумнист за няколко вестници като „Ню Йорк Таймс“, и списания като Glamour и Self.
Лора Дейв живее със семейството си в Санта Моника.

## Произведения

### Самостоятелни романи
- London Is the Best City in America (2006)[1][2][3][4]
- The Divorce Party (2008)
- The First Husband (2011)
- Eight Hundred Grapes (2015)
- Hello, Sunshine (2017)
- The Last Thing He Told Me (2021)
Последното, което ми каза, изд.: „Сиела“, София (2022), прев. Богдан Русев
- The Night We Lost Him (2024)

### Екранизации
- 2023 The Last Thing He Told Me
- ?? Hello, Sunshine